# نجم القليعة
النجم الساحلي لمدينة القليعة، هو ناد جزائري لكرة القدم يقع في القليعة،تيبازة  الجزائر. تأسس النادي عام 1946 وألوانه خضراء وحمراء. ملعبه، ملعب محمد مواز، يتسع لـ 5000 متفرج. يلعب النادي حاليًا في دوري درجة الثانية الجزائري.

## تاريخ
صنع الفريق مفاجأة ببلوغه نصف نهائي كأس الجزائر 2008، قبل أن يهزمه وداد تلمسان (1-3).
أنهى النادي بطل دوري الدرجة الثالثة (مجموعة الوسط) عام 2014 ، وبذلك وصل إلى الرابطة الجزائرية المحترفة الثانية. خلال هذا الموسم في القسم الثاني الجزائري (2014-2015)، والتي أنهاها في المركز الرابع عشر في نهاية الموسم ونزل إلى الدرجة الأدنى.
بعد موسم 2022-2023، قدم نادي نجم القليعة موسم رائع بتصدره للمركز الأول و صعوده للدرجة الثانية.
كما نشط في القسم الثاني في السبعينيات و الثمانينات من القرن الماضي،  كما حمل الوان هذا الفريق من افضل اللاعبين على المستوى الوطني على  غرار حرب ،  المرحوم ايت تشقو جيلالي ، فراحي ، حجازي عبد الحميد ، كاية جيلالي،  بورحلة علي ، زاقزي مزيان،  رشيد حمادة، كيدالي كريم ، بوعلام بوفرمة،  بوجمعة علي، توفيق فويال ، شروق، مصطفى مازا، خديس محمد ،بن رابح محفوظ ،  جحنين محمد 